# Atkin Kaua
Atkin Kaua (ur. 4 kwietnia 1996) – salomoński piłkarz grający na pozycji pomocnika. Zawodnik klubu Laugu United, reprezentant Wysp Salomona. W swojej karierze grał również w drużynach takich jak: Western United, Canterbury United Marist czy Solomon Warriors. Uczestnik Pucharu Narodów Oceanii 2024.